# سيونات
السيونات (الاسم العلمي: Cyanophoraceae) هي فصيلة من الطحالب الزرقاء تتبع رتبة السيونيات من طائفة الزيروقانية.

## أجناس
- السيونى